# Mujeres (banda)
Mujeres es una banda musical española de indie pop/rock nacida en el 2007 en Barcelona. Actualmente el grupo está compuesto por Yago Alcover (guitarra y voz principal), Pol Rodellar (bajo y coros) y Arnau "Tito" Sanz (batería y coros).

## Trayectoria
La banda se formó en 2007, inicialmente fundado por Yago Alcover, Martí Gallén, Pol Rodellar y Martín Gutiérrez. Los 4 se conocieron mientras estudiaban Cine en la ESCAC en Tarrasa, Barcelona y pronto empezaron a tocar, con la principal idea en mente de innovar en la escena española con su sonido de nuevo garage y llegar a firmar con sellos discográficos anglosajones reconocidos. Sacaron su primer proyecto en 2008 "Demo" bajo el sello Hombre Bueno Discos(un sello discográfico administrado por Pol y Arnau), tan solo al año siguiente de juntarse, contando con 5 canciones que les hicieron conseguir entrar en el Primavera Sound y el Europavox.
Tras eso, en 2009 lanzan el sencillo "Yella!" a través del sello Discos Humeantes, en formato de vinilo de 7" y en septiembre graban en el estudio Ultramarinos Costa Brava y publican el mismo año su primer álbum, self-titled, "Mujeres" (Sones, 2009) con 12 temas impresos en mil copias de vinilo, incluyendo la nueva versión de "Frantic" del 7", originalmente de "Demo", y su versión del tema "Come On" de Los Saicos. Más adelante, en 2009 sacan su primer videoclip de la canción "Reyerta" del recién lanzado álbum, viajaron a Londres para hacer la grabación y más tarde publicar el split "Mujeres + Els Surfing Sirles: Eix Transversal" (Sones/Bankrobber , 2010) en vinilo de 7".
Sacaron los álbumes Soft Gems (Sones, 2012), un disco autoproducido y grabado por ellos que les haría desarrollar más su sonido y Marathon (Canada, 2015) disco que originalmente llevaría el nombre de "Siento Muerte", además del EP Aquellos Ojos (Canada, 2014) y el coeditado single Lose Control (Galgo Diamante/Digestation Records, 2015) cuando seguían siendo un cuarteto hasta que Martí y Martín deciden abandonar el grupo. En este periodo de separación se plantean la opción de abandonar el grupo bajo el nombre de Mujeres y comenzar un nuevo proyecto con un nuevo nombre,  hasta que en 2016 reclutan a Arnau Sanz como batería, a quien Pol ya conocía, pasando a ser un trío manteniéndose en la actualidad, reanudando el proyecto con más entusiasmo que nunca.
En 2017, con esta nueva formación y un nuevo enfoque más centrado en la amistad empezaron a hacer música exclusivamente en castellano y fueron publicando sencillos como adelanto de su próximo álbum "Un Sentimiento Importante", el cual se estrenaría ese mismo año y ahora bajo el sello discográfico Sonido Muchacho, aunque originalmente pensado para su anterior sello Canada. Debido a que ahora las canciones tenían en su plenitud letra en español, hecho del que al principio temían por la posible reacción de su público, tuvieron un gran aumento de popularidad en España, tanto en asistentes en conciertos (que harían con mucha más frecuencia por toda la península), como en streaming y ventas en físico.
En 2019 graban y lanzan el EP "Romance Romántico", un disco nacido de la espontaneidad pues fue compuesto y grabado en tan sólo un mes. Al principio dudaron de la posibilidad de poder llevar el EP a cabo, pero tras publicarlo se acabaría convirtiendo en un proyecto muy influyente en su carrera y su posterior sonido en la banda, contando con una de sus canciones más escuchadas.
En 2020 publicarían "Siento Muerte", un álbum en la misma línea que el anterior, y varias de sus canciones saldrían como sencillos al igual que en el anterior álbum. Este disco tuvo varias complicaciones y coincidencias a la hora de ser publicado dada la pandemia por el COVID-19, aunque acabaría trayéndoles una gran cantidad de oyentes y fans, marcando un punto a partir del que no cesarían de crecer en popularidad. Tendría varias de sus canciones más escuchadas como "Tú y Yo" y "Cae la Noche". En una entrevista posterior, Tito le dedicaría a Isabel Díaz Ayuso la canción homónima "Siento Muerte" como puya a su gestión de las viviendas de ancianos.
En 2021 saldría "Rock y Amistad" un EP colaborativo de 4 canciones, cada una con un grupo de la escena indie española: Carolina Durante, Los Punsetes, Cariño y Nueva Vulcano. El EP nace de la idea del sello discográfico Sonido Muchacho de hacer un EP de colaboraciones con otras bandas populares de la escena principalmente como estrategia para ganar popularidad, pues era un formato que entonces funcionaba muy bien, y aunque a los Mujeres esta idea no les congeniase del todo en un principio, acabaron acordando llevarlo a cabo pero a su manera. De este EP saldría su concepto de rock y amistad en el que se basaría parte de la merch del grupo producida y diseñada por el bajista Pol "Jazz" Rodellar Martí y la actitud del grupo en la que ninguno es más importante que otro. De este EP destaca su canción más escuchada "Al Final Abrazos" en colaboración con Cariño.
En mayo del 2023 empezarían a publicar los sencillos de su siguiente álbum "Desde Flores y Entrañas" que se publicaría más adelante ese mismo año y siendo este su álbum más largo hasta la fecha, pues a pesar de estar pensado en un principio para ser un disco estándar, acabaron decidiendo junto a la discográfica que todas las canciones eran buenas y que el disco sería un disco doble de 17 canciones. La gira de presentación recorrería toda España, contando con grupos como El Buen Hijo, Malamute, o Los Blenders como teloneros. Grabaron en sus historias de Instagram parte de la grabación del disco, con un formato humorístico dejando entrever ciertos adelantos de las canciones y sus hábitos en el estudio. 
Debido a un incendio en la sala en la que iban a tocar en Santiago de Compostela, la sala Malatesta, en octubre del 2023, tuvieron que aplazar la fecha del concierto que iban a realizar allí al 9 de marzo del 2024 en la Sala Sónar.
Finalmente el concierto se realizó en la sala Sónar.
En mayo de 2024 realizan una pequeña gira europea que les lleva a tocar a Londres, Plymouth, Brighton, Fallais y Namur, entre otros lugares.
Siguen presentando su último disco durante todo el 2024, y finalmente acaban la gira por salas en Marzo, después de tocar en Oviedo (La Salvaje), Barcelona (Paral-lel 62), o Madrid (La Riviera).
El 4 de abril de 2025 entran al estudio La Mina, en Granada, para grabar su nuevo disco.

## Discografía

### Discos
- Mujeres (2009), Sones
- Soft Gems (2012), Sones
- Marathon (2015), Canada
- Un Sentimiento Importante (2017), Sonido Muchacho
- Siento Muerte (2020), Sonido Muchacho
- Desde Flores y Entrañas (2023), Sonido Muchacho

### EPs
- Eix Transversal (2010), Sones, Bankrobber
- Aquellos Ojos (2014), Canada
- Romance Romántico (2019), Sonido Muchacho
- Rock y Amistad (2021), Sonido Muchacho
- Trance continuo (2024), Sonido Muchacho

### Casetes
- Usa Tape (2011), Nosotros los rusos, coeditado con Hombre bueno discos

### Flexidiscos
- A veces golpes (2020), Sonido Muchacho
- No volveré (2024), Sonido Muchacho como parte de "El Club de los sentimientos"
- Aquellos ojos (2024), Sonido Muchacho como parte de "El Club de los sentimientos"
- Vint (2024), Sonido Muchacho como parte de "El Club de los sentimientos"
- Un sentimiento importante (2024), Sonido Muchacho como parte de "El Club de los sentimientos"

### Sencillos
- Lose Control (2015) Galgo Diamante, Digestation Records
- Siempre Eterno (2017), Sonido Muchacho
- Un Sentimiento Importante (2017), Sonido Muchacho
- Romance Romántico (2019), Sonido Muchacho
- Tú y Yo (2019), Sonido Muchacho
- Cae la noche (2020), Sonido Muchacho
- Algo Memorable (2020), Sonido Muchacho
- Besos (2020), Sonido Muchacho
- Al Final Abrazos con Cariño (2021), Sonido Muchacho
- Rock y Amistad con Carolina Durante (2021), Sonido Muchacho
- Vibracions (2023), Assosiació Cultural Indian Runners
- Horizontal en llamas (2023), Sonido Muchacho
- No Puedo Más (2023), Sonido Muchacho
- Diciendo que Me Quieres (2023), Sonido Muchacho
- Si Piensas En Mí (2023), Sonido Muchacho